# Georgia-Mae Fenton
Georgia-Mae Fenton (Gravesend, 2 november 2000) is een Brits turnster. Ze vertegenwoordigde Groot-Brittannië op de Wereldkampioenschappen in 2017 in Montreal en Engeland op de Gemenebestspelen in 2018.

## Loopbaan

### Junior

#### 2013
Fenton maakte haar debuut bij de elite op het Engels kampioenschap in 2013, ze behaalde goud op de meerkamp. Op het Brits kampioenschap won ze niet alleen goud op de meerkamp maar ook op de brug, en brons op de balk en vloer. Internationaal maakte ze haar debuut later dat jaar in Japan waar ze zevende werd op de brug.

#### 2014
In maart nam Fenton voor het eerst deel aan het Engels kampioenschap voor junioren. Hier won ze goud op de brug en werd ze zevende op de balk. Tijdens het Brits kampioenschap nam zie niet deel aan de meerkamp, op de balk werd ze zevende. In de "UK School Games" won ze goud met het team, meerkamp en op de vloer en op de brug en balk brons. In Tsjechië nam ze deel aan de "Olympic Hopes Cup" hier won ze goud met het team en vierde op de meerkamp. In december won ze goud met het team, meerkamp, bar en balk en zilver op de vloer in "Pas de Calais International" in Frankrijk.

#### 2015
Fenton verhuisde om te trainen bij de East London Gymnastics. In maart won ze zilver op vloeroefening op het Engels kampioenschap. Tijdens het Brits kampioenschap won ze goud op brug, brons in de meerkamp en werd ze zesde plaats op de vloer. Ze nam deel aan een junior vriendschappelijke ontmoeting tegen gymnasten uit Frankrijk en Zwitserland en won ze met het team zilver en brons op de meerkamp. Eind mei eindigde ze als vijfde met haar team en als vijftiende op de meerkamp tijdens de Flanders International Team Challenge in Gent.
In juli nam ze deel aan een vriendschappelijke ontmoeting tegen gymnasten uit Duitsland, Italië en Brazilië, het Engelse team won goud op de brug, zilver op de balk en brons op de meerkamp. Later in diezelfde maand nam ze deel aan het Europees Olympisch Jeugdfestival in Georgië en werd ze zevende met het team.

### Senior

#### 2016
Fenton maakte haar debuut als senior op het Engels kampioenschap, ze nam maar aan 3 toestellen deel en won brons op de vloer. In april nam ze voor het eerst deel aan de Brits kampioenschap als senior en werd zesde op de vloer, zevende op de meerkamp en achtste op de brug. Op de "Elite Gym Massilia", dat in november in Frankrijk plaatsvond, kon ze zich niet plaatsen voor een finale.

#### 2017
Fenton begon het seizoen op de Brits kampioenschap in maart. Ze behaalde zilver op de brug en werd vierde in de meerkamp. In april viel ze in voor Ellie Downie voor de "London World Cup", helaas liep ze een kleine blessure op de morgen van de competitie. Hierdoor moest ze zich terugtrekken uit de competitie. Ze wist te herstellen voor het Europees kampioenschap in Roemenië, maar ze blesseerde haar weer tijdens training en moest ook hier opgeven.
In september ze was terug fit voor de "Varna World Cup" in Bulgarijë. Ze won zilver op de balk, zesde op de brug en zevende op de vloer. Op de "Paris World Cup" eindigde ze, na een val, zevende op brug. In oktober nam ze in Montreal voor het eerst deel aan het Wereldkampioenschap. Hier turnde ze een nieuwe routine, ook Nina Derwael turnde dezelfde routine waardoor het de Derwael-Fenton genoemd werd. Door een lage score wist ze zich voor geen enkele finale te kwalificeren.

#### 2018
Fenton begon het seizoen in februari met het Engels kampioenschap. Ze behaalde goud op de balk, brons op de meerkamp, vijfde op de brug en achtste op de vloer. In maart turnde ze op het Brits kampioenschap. Hier viel ze drie keer van de brug en kon ze haar niet kwalificeren voor de toestelfinales. Desondanks zat ze wel in het Engelse team voor de gemenebestspelen in Australië. Met dit team won ze zilver en zelf behaalde ze goud op de brug. Op de "Thialf Summer Challenge" in juli won ze met het team brons en werd ze vijftiende op de meerkamp. In Schotland nam ze deel aan het Europese kampioenschap in Glasgow waar ze vierde werd met het team en achtste op de vloer.
In oktober nam ze deel aan het wereldkampioenschap in Doha. Ze werd negende met het team en kon zich voor geen enkele finale plaatsen.

## De Derwael-Fenton
In 2017 turnde ze op het WK in Montreal net als Nina Derwael de "Derwael-Fenton", een turnoefening die hun naam draagt. Het wordt in de puntencode vermeld als een oefening met moeilijkheidsgraad "F".

## Palmares

### Senior
| Jaar | Evenement               | Team      | AA    |  |        |        |       |
| ---- | ----------------------- | --------- | ----- |  | ------ | ------ | ----- |
| 2018 | Wereldkampioenschap     | 9         | 30    |  | 36     | 33     | 63    |
| 2018 | Europees kampioenschap  |           | 51    |  | 27     | 32     | 8     |
| 2018 | Gemenebestspelen        | 2 [ N 2 ] |       |  | Goud   |        |       |
| 2018 | Thialf Summer Challenge | Brons     | 15    |  |        |        |       |
| 2018 | Engels kampioenschap    |           | Brons |  | 5      | Goud   | 8     |
| 2017 | Wereldkampioenschap     |           | 133   |  | 10     |        |       |
| 2017 | World Challenge Cup     |           |       |  | 7      | 22     |       |
| 2017 | World Challenge Cup     |           |       |  | 6      | Zilver | 7     |
| 2017 | Brits kampioenschap     |           | 4     |  | Zilver |        |       |
| 2016 | Engels kampioenschap    |           |       |  |        |        | Brons |
| 2016 | Brits kampioenschap     |           | 7     |  | 8      |        | 6     |

### Junior
| Jaar | Evenement                               | Team   | AA    |      |       |        |        |
| ---- | --------------------------------------- | ------ | ----- | ---- | ----- | ------ | ------ |
| 2015 | Tbilisi European Youth Olympic Festival | 7      |       |      |       |        |        |
| 2015 | GBR-ITA-BRA-GER vriendschappelijk       | Goud   | Brons |      | Goud  | Zilver |        |
| 2015 | Flanders International Team Challenge   | 5      | 15    |      |       |        |        |
| 2015 | FRA-GBR-SUI vriendschappelijk           | Zilver | Brons |      |       |        |        |
| 2015 | Brits kampioenschap                     |        | Brons |      | Goud  |        | 6      |
| 2015 | Engels kampioenschap                    |        |       |      |       |        | Zilver |
| 2014 | Pas de Calais International             | Goud   | Goud  |      | Goud  | Goud   | Zilver |
| 2014 | Olympic Hopes Cup                       | Goud   | 4     |      |       |        |        |
| 2014 | UK School Games                         | Goud   | Goud  | Goud | Brons | Brons  | Goud   |
| 2014 | Brits kampioenschap                     |        |       |      | 7     | 6      |        |
| 2014 | Engels Kampioenschap                    |        |       |      | Goud  | 7      |        |
| 2013 | English Espoir Championships            |        | Goud  |      |       |        |        |
| 2013 | British Espoir Championships            |        | Goud  |      | Goud  | Brons  | Brons  |
| 2013 | Japan Junior International              |        |       |      | 7     |        |        |

## Muziek
Fenton gebruikte volgende muziek voor haar vloer routine:
2015 - "Run Boy Run" van Woodkid
2017 - "Tango Amore" van Edvin Marton
2018 - "Dernière Danse" van Amadeus